# Steve Reed (Politiker)

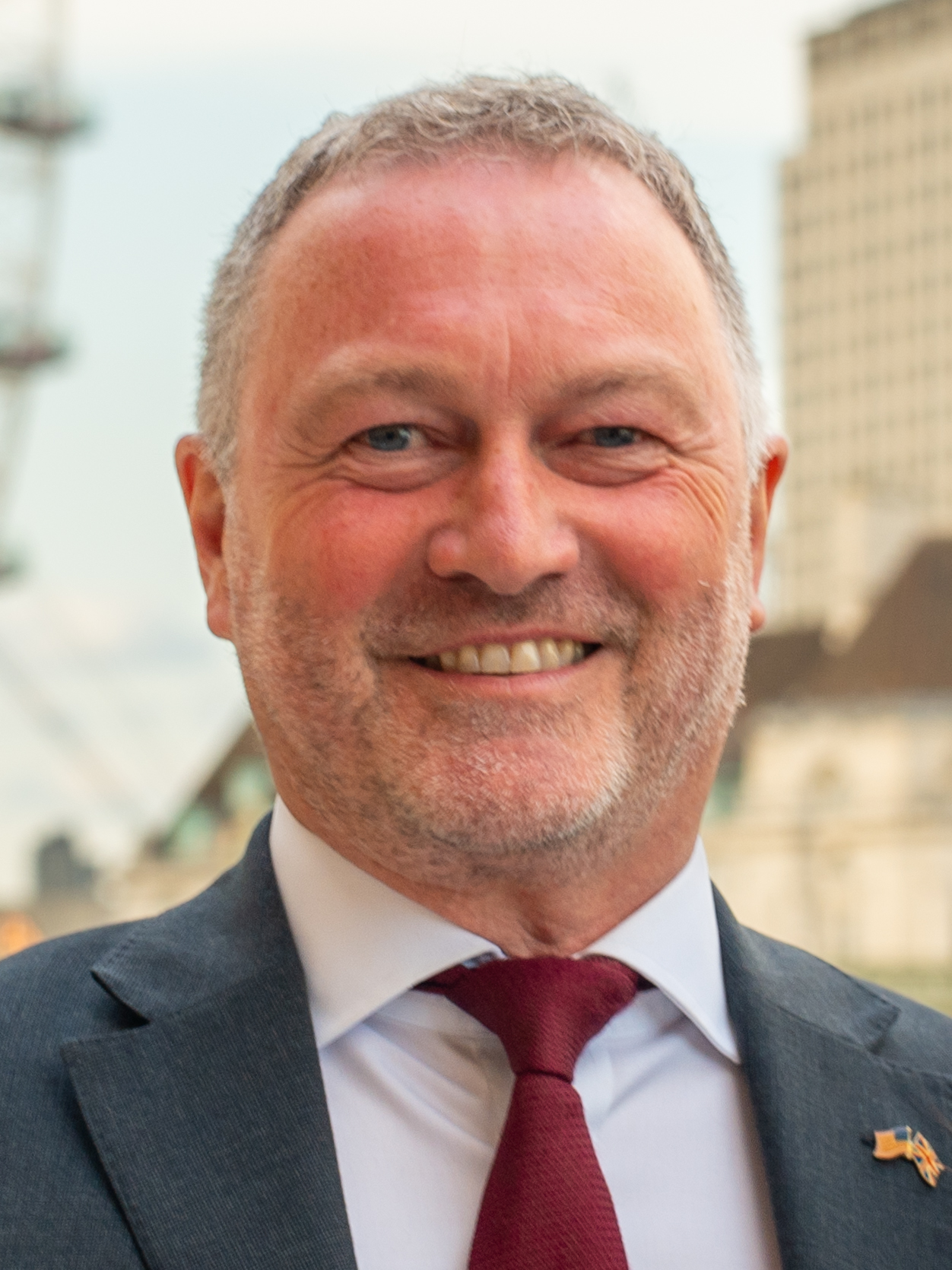
Steve Reed (2025)

Steve Reed (* 12. November 1963) ist ein britischer Politiker der Labour Party.

## Leben
Reed studierte an der University of Sheffield Anglistik. Von 1990 bis 2008 war Reed im Verlagswesen für britische Schulbücher tätig. Seit November 2012 ist Reed Abgeordneter im Britischen Unterhaus.  Reed wohnt mit seinem Ehepartner in Croydon.
Nach der Britischen Unterhauswahl 2024 wurde Reed am 5. Juli 2024 im Kabinett Starmer zum Minister für Umwelt, Ernährung und ländliche Angelegenheiten ernannt.